# Montiberri
Montiberri es un antiguo pueblo de la comarca de la Alta Ribagorza, provincia de Lérida, Cataluña, España. Actualmente está del todo deshabitado. Pertenece al término municipal del Pont de Suert. Antiguamente pertenecía al término municipal de Malpás.

## Descripción
El pueblo estaba en los contrafuertes septentrionales de la Faiada de Malpás, en la zona sur del término, en la vertiente meridional de la rivera del Convent.
La iglesia de Montiberri, sufragánea, está dedicada a San Lorenzo. Documentada al menos desde 1196, actualmente no queda nada de la primitiva construcción románica.

## Etimología
Montiberri es un topónimo de origen vasco: mendi-be erri significa lugar bajo la montaña.

## Historia
Montiberri era, en un origen, una granja del monasterio de Lavaix.
Pascual Madoz incluye Montiverri en su Diccionario geografico... de 1849. Se puede leer que se trataba de un caserío de tres casas situado en un llano en lo alto de la montaña de su nombre, ventilada por todos los vientos. Se consideraba históricamente una granja del monasterio de Santa María de Lavaix, pero de carácter independiente, y que para temas de justicia recorría a los pueblos de los alrededores. Hay una iglesia independiente, sin carácter parroquial, donde oficiaba a veces un capellán pagado por los vecinos. Hay un cementerio fuera del pueblo y, al lado, una fuente muy fría y abundante. El terreno es montañoso, pedregoso y árido, con mucha montaña poblada de boj y zarzas. Se producía centeno, cebada y algunas legumbres; también lana, aunque poca. Se criaban ovejas y cabras, y se cazaban conejos y pocas perdices. Tenía 2 vecinos (cabezas de familia) y 14 ánimas (habitantes).